# ヴェッソブルン
ヴェッソブルン (ドイツ語: Wessobrunn) は、ドイツ連邦共和国バイエルン州オーバーバイエルン行政管区のヴァイルハイム＝ショーンガウ郡に属す町村（以下、本項では便宜上「町」と記述する）。
この町は、ヴェッソブルン修道院で発見された814年頃に古高ドイツ語で書かれた「ヴェッソブルンの祈り」や、バロックの化粧漆喰職人の流派であるヴェッソンブルン派で全国的に有名である。

## 地理

### 位置
ヴェッソブルンは、アンマー湖の南西、ヴァイルハイム・イン・オーバーバイエルンの北西、ランツベルク・アム・レヒの南東にあたる、海抜701mに位置している。

### 自治体の構成
この町は、公式には 51の地区 (Ort) からなる。このうち小集落や孤立農場などを除く集落を以下に列記する。
- ハイト
- パーターツェル
- ザンクト・レオンハルト・イム・フォルスト
- シュリッテン
- テンプルホーフ
- ヴェッソブルン
- ツェルゼー

パーターツェルは、テュファ（多孔質の石灰華）の採石場、ウルリヒの泉、そして何よりもドイツ最大のイチイの群生地であるパーターツェル・アイベンヴァルトで知られている。

## 歴史

### 修道院の歴史

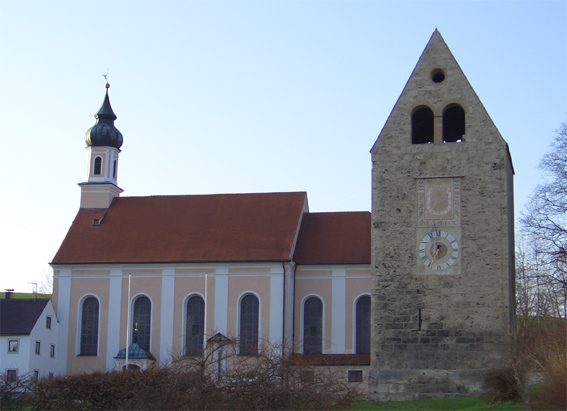
ヴェッソブルン修道院。聖ヨハネ教区教会（左）と鐘楼「グラウエ・ヘルツォーク」（右）

現在の町の起源はヴェッソブルン修道院である。

#### 修道院の創設伝説
11世紀の聖エンメラムの伝説集によれば、この修道院は、バイエルン公タッシロ3世によって創設された。753年に狩りをしていたバイエルン公は、ロートヴァルト（現在のロッター・ヴァルト）で夜を過ごさねばならなくなった。夢に、四方に水が流れ出る泉が現れ、そこから天国まで天使が上り下りする梯子が懸かっているのが見えた。梯子の上には聖ペテロが立ち、聖務を唱えていた。翌日タッシロは泉を捜させ、同行していたヴェッツォが十字型の泉を見つけた。公はこの夢を天からの指図であると理解し、この泉の場所に聖ペテロに捧げる修道院を創設した。

#### 最初のベネディクト会修道院（8世紀から955年）
おそらく実際には、この修道院は8世紀後半にロット出身の貴族家によって、領主の私的な修道院として創設されたと推測されている。ベネディクトボイエルン修道院の伝統に基づき、最初の25人の修道士はベネディクトボイエルンから移ってきた者達であった。ベネディクト会修道士達は周辺の森林地域を耕作可能な土地に変えていった。集落名のヴェッソブルン（885年には「Uuezinesprunnin」と表記されている。「ヴェッツォの泉」を意味する）は元々耕牧地の名前であったが、やがて修道院の名前として使われるようになった。
タッシロ3世が皇帝カール大帝によって廃位させられると、788年にヴェッソブルンはカロリング朝の帝国修道院となった。817年にはまだ貧しい修道院であり、出兵のための税の代わりに、祈りを捧げることで許されている。900年頃にはアウクスブルク司教の所有となった。955年にこの修道院は消滅した。ハンガリー軍が建物を焼き払い、修道院長ティーントと6人の修道士を殺害したのであった。

#### 司教座聖堂参事会修道院の時代（955年から1064年）
ハンガリー軍がレヒフェルトの戦いで敗北した後、ヴェッソブルンにおける宗教生活は司教座聖堂参事会の司祭修道院の形で続けられた。この時代のことはよく分かっていない。ただ司教座教会首席司祭の名前のリストだけが伝わっている。ヴェッソブルンはこの時代に資産の大部分を失ったと考えられている。

#### 第二次ベネディクト修道院の時代（1064年から1803年）
1064年になって新たなベネディクト修道院が創設された。最後の首席司祭アーデルベーロがそのまま初代修道院長となった。1100年頃から1220年まで男性の修道院の他に女子修道院もあった。この頃、この修道院と関係の深い女性隠修士ディームート（Diemut von Wessobrunn；1060頃-1130）は修道院やアウクスブルクほかの司教等のためにおびただしい数の書物を書写した。1141年にヴェッソブルンはアウクスブルク司教の支配から独立して、再び領主の直轄となった。1220年に修道院の大部分が焼失した。これに伴い包括的な新しい建物が建設された。
修道院の総じて順調な発展は、熱心な芸術保護を可能とした。1665年に修道院は内装を改装した。1680年に修道院長レオンハルト・ヴァイスは、修道院に雇われている人を収容するための施設の新築に着手した。しかしこの野心的な計画は資金難のために完遂することができなかった。

#### 世俗の時代（1803年から1913年）
世俗化の時代、1803年にこの修道院は廃止された。1810年に修道院教会は老朽化のために取り壊された。修道院の建物の大部分は、火災にあったヴァイルイムの街を再建するための建築資材ストックとして解体され、再利用された。1861年にミュンヘンの歴史家ヨハン・ネポムク・ゼップは施設の一部を購入することで、建物の保存に貢献した。

#### 第三次ベネディクト修道院の時代（1913年以降）
クラマー＝クレット男爵は1913年にツッツィングからのベネディクト会修道士にこの施設を寄贈した。彼らはかつての修道院翼廊を利用しつつ新たなベネディクト修道院を再建した。1955年から修道院に若年療養施設が設けられた。

### ガイスポイント
ヴェッソブルンは、かつては修道院だけを指していた。その近所の村はガイスポイント（Gaispoint または Geispoint）と呼ばれていた。遡って、1483年には「Gayspewnd」と表記されている。1128年にはヴェッソブルンの教区教会が完成しているので、この集落は遅くとも1100年までには形成されていたと推定される。ガイスブルンという名前もヴェッソブルンと同様、元々は耕牧地の名前であった。この名前は中高ドイツ語で「ヤギ」を意味する geiz と「飼育用の囲い地」を意味する biunde が結合したものであり、ヤギを飼育するための柵で囲った牧場を意味している。ガイスポイントとハイトの村は1853年に「ヴェッソブルン」の名を用いる公的な許可を得た。

## 文化と見所
ヴェッソブルンは、最も古いキリスト教関連のドイツ語史料である「ヴェッソブルンの祈り」で知られている。この文書は、その発見された場所にちなんで名付けられた。この文書は、おそらくアウクスブルク司教区のどこかで814年頃に作成されたラテン語を主体とする写本の一部であったと推定されている。
ヴェッソブルン修道院の伽藍は、17世紀から18世紀に建てられたものとしては、わずかにテーゲルンゼー修道院とエッタール修道院だけがこれに比肩しうる。現在、レストラン「ツーム・ポスト」が入っている木製屋根の劇場も、元は修道院の建物であった。世界的に有名なフュルステントラクト（領主の間）と階段室は、ヴェッソブルン派の職人であるヨハン・シュムーツァーの化粧漆喰で飾られている。
ロマネスク様式の旧聖ペテロ修道院教会（1260年頃）は、空の鐘楼として遺されており、「グラウエ・ヘルツォーク」（灰色の公爵）または「レーマートゥルム」（ローマ塔）と呼ばれている。ヨハン・ネポムク・ゼップは教会の基礎を発掘し、後期ロマネスク様式の一部を露出させている。
1250年頃、ヴェッソブルンの聖なる希望の聖母像（現在、バイエルン国立博物館所蔵）が創られた。

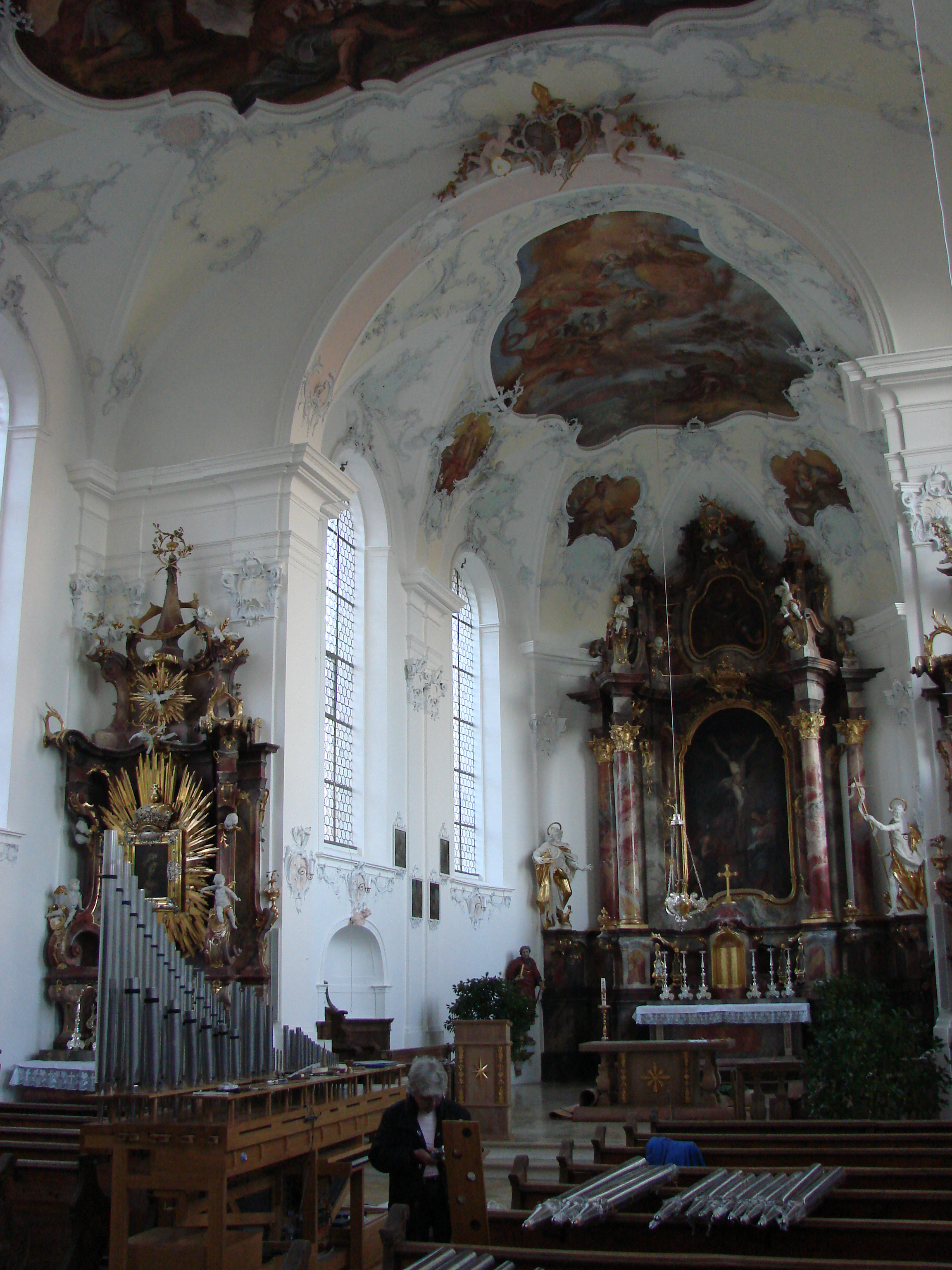
洗礼者聖ヨハネ教区教会の祭壇

18世紀から19世紀に苦難の像として信仰を集めた、1250年頃の木製キリスト十字架像は、現在も洗礼者聖ヨハネ教区教会に保存されている。この教会は1757年からバロック建築となっている。この教会では洗礼者聖ヨハネの生涯から場面を採ったレリーフを見ることができる。主祭壇の像はフランツ・クサヴァー・シュメットルの作品で、その最高傑作としてあげられる。1700年頃からヴェッソブルンにあるインノツェンツ・メッツが描いた聖母像は、兄弟団の信仰を集めたが、美術史の観点からは重要なものではない。
17世紀の井戸小屋がある3つの泉と自然文化財の「タッシロのボダイジュ」（樹齢約1000年）もヴェッソブルンの見所の一つに数えられる。
ヴェッソブルンの高台にあたる丘陵地に、955年の殉教者（ハンガリー軍に殺害された）を記念して十字架が建てられていた。後にこの場所に建造されたのがクロイツベルク（十字架の山）礼拝堂である。かつての木造建築は1595年に石造となり、さらにマテウス・ギュンターのフレスコやタッシロ・ツェプフの化粧漆喰などを伴う改築が1771年になされた。この礼拝堂は処刑された修道士に手向けられた「フンネンシュタイン」（ハンガリーの石）と呼ばれる石に囲まれている。

## 人物

### ゆかりの人物
- ルイーゼ・リンザー（1911年 - 2002年）作家。幼少期をヴェッソブルンで過ごし、この地に埋葬されている。彼女の小説『Die gläsernen Ringe』（直訳すると『ガラスの指輪』）は、彼女の幼少期の経験を描いている。

## 引用
1. ↑  https://www.statistikdaten.bayern.de/genesis/online?operation=result&code=12411-003r&leerzeilen=false&language=de Genesis-Online-Datenbank des Bayerischen Landesamtes für Statistik Tabelle 12411-003r Fortschreibung des Bevölkerungsstandes: Gemeinden, Stichtag (Einwohnerzahlen auf Grundlage des Zensus 2011)
2. ↑  Bayerische Landesbibliothek Online
3. ↑  Höppl, S. 110
4. ↑  Höppl, S. 104f.
5. ↑  Lexikon des Mittelalters, Bd. IX.  Lexma Verlag, München, 1998, (ISBN 3-89659-891-0), Sp. 20-21. - Elisabeth Schraut/Claudia Opitz: Katalog zur Ausstellung „Frauen und Kunst im Mitelalter“. Braunschweig: Hinz & Kunst 1983 ISBN 3-922618-04-9 , S. 28.